# Jade Wilson
Jade Wilson (* 1977; † 14. Mai 1998 in Perth) war neuseeländische Squashspielerin.

## Karriere
Jade Wilson erzielte ihre größten Erfolge im Juniorenbereich. Sie gewann 1995 sowohl die British Junior Open als auch, als erste Neuseeländerin, die Weltmeisterschaft nach einem Finalsieg gegen Rachael Grinham. Auf der WSA World Tour erreichte Wilson insgesamt drei Finals. Ihre höchste Platzierung in der Weltrangliste erreichte sie mit Rang 18. Mit der neuseeländischen Nationalmannschaft nahm sie 1994 und 1996 an der Weltmeisterschaft teil. Zwischen 1994 und 1997 stand sie dreimal im Hauptfeld der Weltmeisterschaft im Einzel, ihr bestes Abschneiden war dabei der Einzug in die zweite Runde 1994. 1996 wurde sie hinter Sarah Cook neuseeländische Vizemeisterin.
Am 14. Mai 1998 beging Wilson im Alter von 21 Jahren Suizid. Im Oktober 2013 wurde sie in die New Zealand Squash Hall of Fame aufgenommen.

## Erfolge
- Neuseeländischer Vizemeister: 1996